# Kiel-Eckernförde-Flensburger Eisenbahn-Gesellschaft

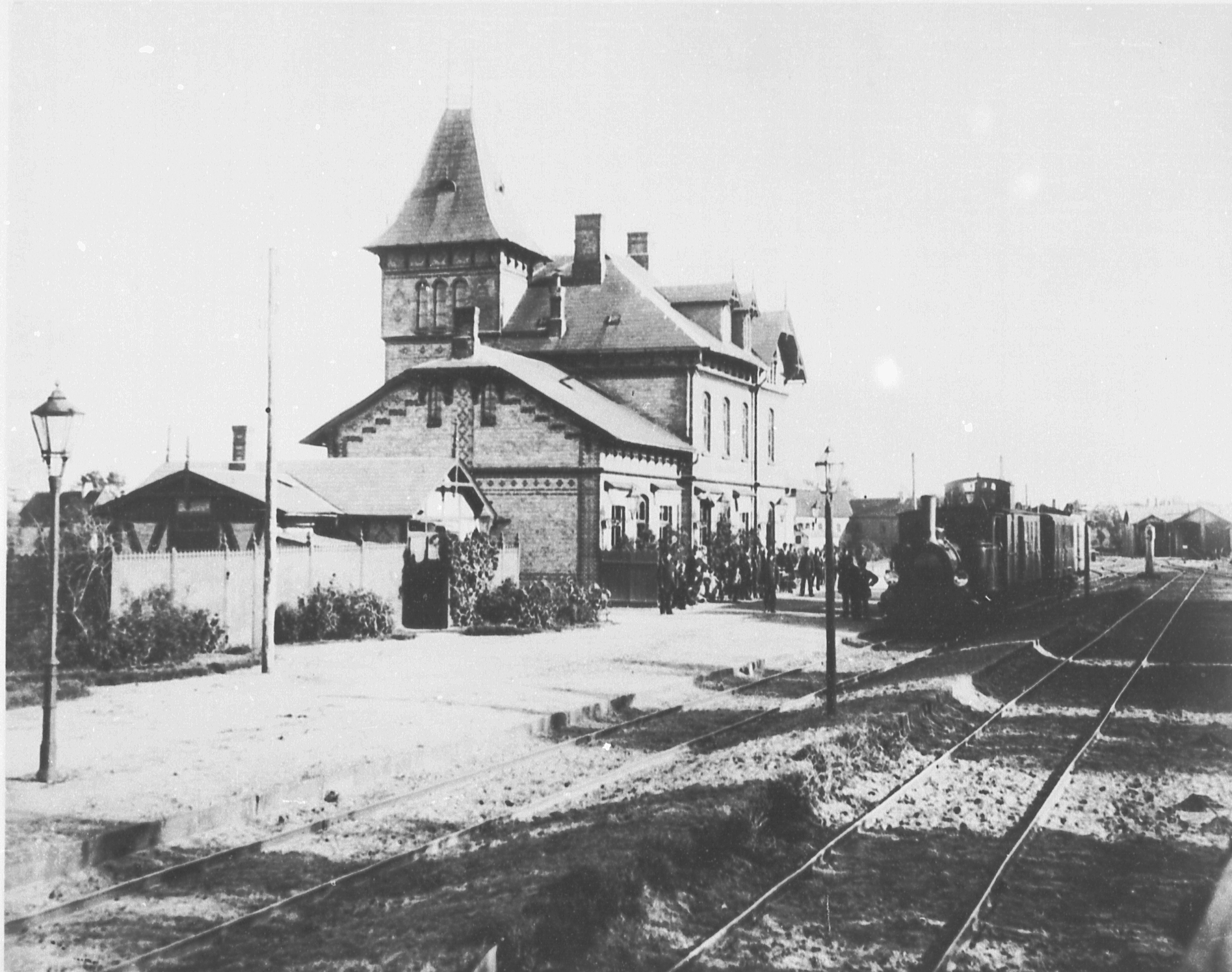
Ehemaliger Bahnhof Eckernförde (1887)

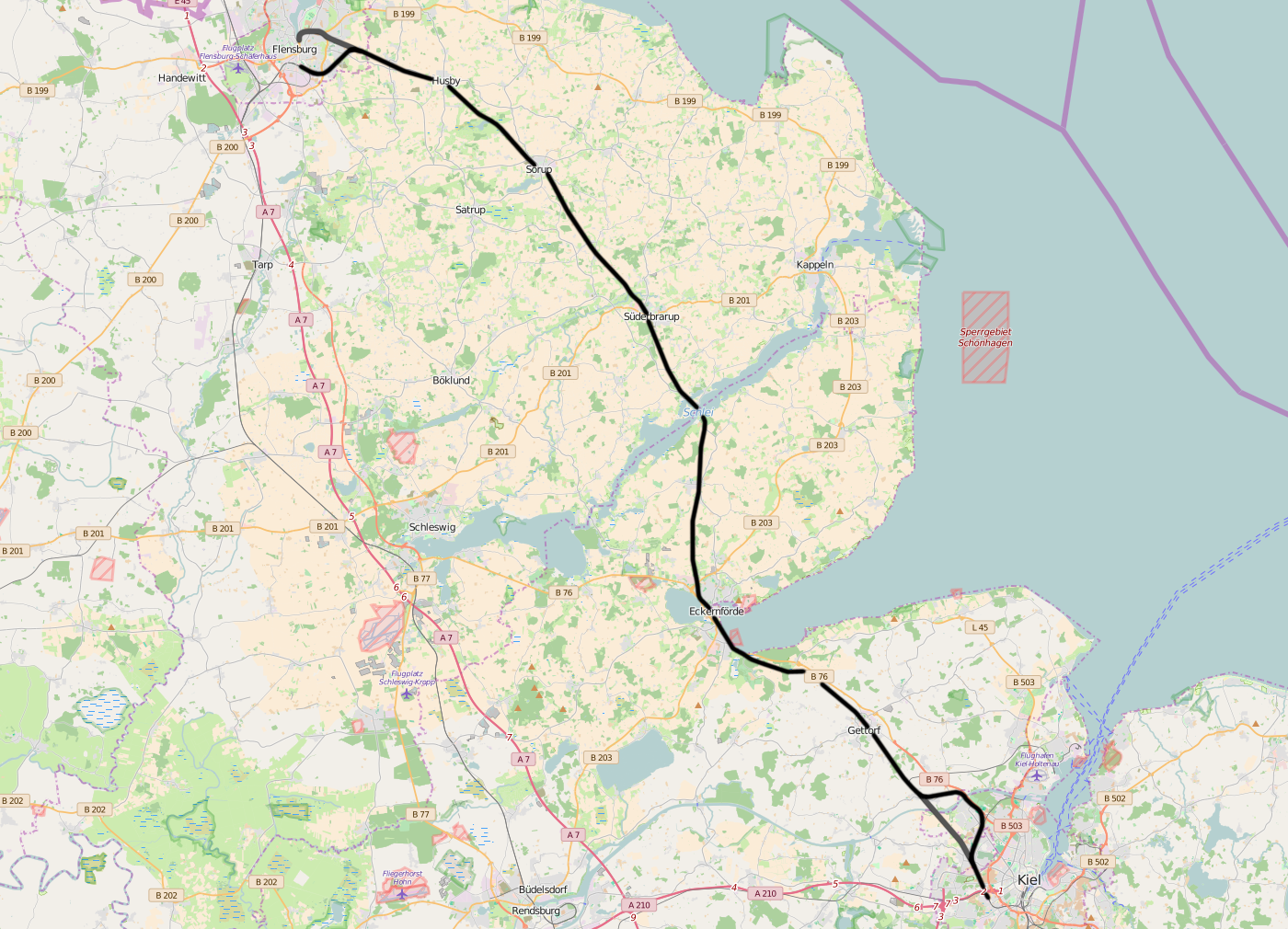
Strecke mit ehemaligen Trassenabweichungen (grau)

Die Kiel-Eckernförde-Flensburger Eisenbahn-Gesellschaft (KEFE) wurde am 13. Juni 1878 in Kiel gegründet.

## Geschichte
An der Gesellschaft beteiligten sich der preußische Staat, die anliegenden Kreise und Gemeinden sowie Privatpersonen. Am 19. August 1878 erhielt sie die Konzession für eine normalspurige Sekundärbahn, die parallel zur Ostseeküste die im Gesellschaftsnamen genannten Städte miteinander verbinden sollte. Emil Kuhrt gehörte zum Planungsstab für den Bau der Bahnstrecke und leitete vor allem den Bau des Abschnitts nördlich der Schlei.
Am 1. Juli 1881 konnte die südliche Teilstrecke vom Staatsbahnhof in Kiel durch die Landschaft Dänischer Wohld bis Eckernförde eröffnet werden; am 21. Dezember 1881 folgte der nördliche Abschnitt in den Landschaften Schwansen und Angeln, der am Kieler Bahnhof in Flensburg in der Nähe des damaligen Staatsbahnhofs beim Hafen endete. Damit war die Strecke, die durch überwiegend landwirtschaftlich geprägte Gegenden führt, 79 Kilometer lang. Der Bau des Nord-Ostsee-Kanals machte eine Streckenänderung innerhalb der heutigen Stadtgrenzen Kiels bis nach Neuwittenbek notwendig, so dass sich dadurch die Strecke um rund zwei Kilometer verlängerte.
Einer These zufolge sollen 1881 Kappelner Schiffer verhindert haben, dass die Bahnstrecke Kiel–Flensburg über Kappeln geführt wird. Carsten Tech beschreibt diese These dagegen als Legende. Alternativ angedachte Routen zur Überquerung der Schlei waren damals neben der letztlich verwirklichten Linienführung über Lindaunis–Süderbrarup die Trassen Missunde–Satrup und Bohnert–Satrup.

## Einrichtungen
Da die KEFE weder in Kiel noch in Flensburg genügend Platz zum Bau eines Betriebswerkes mit Lokleitung, Lokschuppen, Wasserturm, Drehscheibe und Bekohlungseinrichtungen fand, wurden diese im Bereich des Eckernförder Bahnhofes erbaut. Der Einsatz der Lokomotiven und Züge erfolgte von Eckernförde aus. Der Verkehr entwickelte sich zufriedenstellend, so dass sich die Preußischen Staatseisenbahnen für das Unternehmen interessierten und die Bahn zum 1. Juli 1903 übernahmen.
Mit der Übernahme der Eisenbahnstrecke durch die Preußischen Staatseisenbahnen und später ab 1920 der Reichsbahn verloren diese Einrichtungen allmählich an Bedeutung. Der Einsatz erfolgte danach von Kiel und Flensburg aus. Das Bahnbetriebswerk Eckernförde bestand aber noch mindestens bis 1926.
Als Brückenbauwerke zu nennen sind die alte Drehbrücke über die Schlei, die von 1881 bis 1927 bestand (siehe: Lindaunisbrücke), die alte Drehbrücke über den Eiderkanal, die von 1881 bis 1894 bestand und ab 1895 durch die rund zwei Kilometer östlich über den Nord-Ostsee-Kanal erbauten alten Levensauer Hochbrücke ersetzt wurde (siehe: Levensauer Hochbrücken). Etliche der (ursprünglichen) Empfangsgebäude wurden nach Plänen des Kieler Architekten Heinrich Moldenschardt erbaut; zum Beispiel in Eckernförde.
Die Strecke wird heute von der Nordbahn als Bahnstrecke Kiel–Flensburg betrieben.